# 蔣業晉
蔣業晉（1728年—1806年），字紹初，號梧巢，一號立厓，江蘇蘇州府長洲縣人，清朝政治人物、文人。曾卷入乾隆年間“石卓槐芥圃詩鈔文字獄案”發配烏魯木齊。

## 生平
來自蘇州婁關蔣氏家族。祖父蔣深。本生父蔣仙根（字奕蘭，號蟠猗，1698-1762）為蔣深次子，本生母為徐葆光女（1697-1771）。蔣業晉為蔣仙根長子，出嗣伯父蔣建標（字宇參，號松龕，1695-1716）為後，嗣母為吳瞻淇女（1697-1718）。
蔣業晉為密雲縣監生，乾隆二十一年（1756年）丙子科順天鄉試舉人，乾隆三十一年（1766年）選為大挑，分發湖北。歷任巴東縣知縣、崇陽縣知縣, 三十五年(1770年）任孝感縣知縣，後調襄陽縣知縣, 三十六年（1771年）遇丁本生母憂，服闋，四十一年（1776年）任漢陽縣知縣，後以同知署黃州府，升漢陽府同知，授奉政大夫。

## 石卓槐芥圃詩案
乾隆四十四年（1779年），湖北黃梅縣監生石卓槐因與江南宿松縣監生徐光麟發生田畝糾紛，被徐光麟呈控於黃州府。在追查過程中徐光麟發現石卓槐著有《芥圃詩鈔》，內有“大道日以沒，誰與相維持”等字句。黃州府在核查過程中發現《芥圃詩鈔》除有“狂悖之語”情況外，還有沈德潛（蔣業晉曾游歷沈德潛門下）作敘、蔣業晉（石書中記為“長洲蔣梧巢”）與曹麟開（字黻我，號雲瀾，原黃梅縣知縣。石書中記為“貴池曹雲瀾”）兩人鑒定字樣。此案由湖北巡撫鄭大進呈報乾隆帝。經多番搜查審訊，蔣業晉、曹麟開二人作為湖北地方官，與監生石卓槐僅有泛泛之交，所謂“沈公作敘、蔣曹等鑒定”皆為石卓槐個人攀附杜撰，兩人對石卓槐著詩鈔並不知情。此案最終以石卓槐凌遲處死，其妻妾與子交付予功臣之家為奴，蔣業晉與曹麟開等因失察而被革職，乾隆四十六年（1781年）發配烏魯木齊結案。

## 詩作與文學交游
著有《立厓詩鈔》，收錄其《秦游草》、《吳廡雜詠》、《楚中吟》、《出塞草》（記錄發配烏魯木齊經歷）、《歸田草》等詩卷。其文友王鳴盛、王昶、袁枚、吳雲、趙翼，及親戚褚廷璋、孫星衍等題序。

## 家庭
蔣業晉為蔣仙根長子，下有六位弟弟，其中四弟蔣業鼎以文學聞名；五弟蔣業恆女嫁金士松長子金芝原；七弟蔣業謙為乾隆四十二年（1777年）丁酉科順天鄉試舉人，官至福建台灣府同知、廣西平樂府同知等職。狀元陳初哲為蔣業晉妹夫。夫人為北城兵馬司正指揮湯裕昆女；側室程氏與王氏。有三子蔣椿壽、蔣孝昌、蔣漢昇。